# Mathieu Mertens
Mathieu Mertens (26 juni 1965) is een Belgische oud-voetballer. Hij speelde als doelman voor onder meer Germinal Ekeren en Patro Eisden. Hij is de vader van voetballer Jenthe Mertens.

## Carrière
Mathieu Mertens werd eind jaren 1980 ontdekt in de provinciale reeksen. In 1989 ruilde hij het bescheiden Cobox 76 in voor tweedeklasser Patro Eisden. Daar stond hij aanvankelijk in de schaduw van keepers Jean-Paul De Bruyne en Jean-Pierre Gerets. Uiteindelijk wist Mertens zich op te werken tot eerste doelman. Met de Limburgse club zakte hij in 1992 naar Derde Klasse. In 1994 loodste trainer Lei Clijsters het team opnieuw naar de tweede afdeling.
In 1997 maakte Mertens de overstap naar Eerste Klasse. Hij tekende bij bekerwinnaar Germinal Ekeren en werd er de doublure van Jan Moons. In 1999 verkaste hij naar Verbroedering Geel, dat net naar de hoogste afdeling was gepromoveerd.
Na zijn spelerscarrière ging hij als trainer aan de slag bij Cobox 76, Eendracht Termien, Overpelt, Vlijtingen, Bilzerse Waltwilder en KESK Leopoldsburg.